# Палаццо Маньяни
Палаццо Маньяни (итал. Palazzo Magnani) — палаццо (дворец) эпохи Возрождения, расположенный в Болонье (Эмилия-Романья) в центре города на Виа Дзамбони, 20. Название по фамилии заказчиков и владельцев дворца. Дворец Маньяни в Болонье следует отличать от другого Палаццо Маньяни во Флоренции.

## История
Строительство началось в 1576 году по заказу сенатора Лоренцо Маньяни под руководством Доменико Тибальди и продолжалось до смерти архитектора в 1583 году. Затем архитектурные обязанности взял на себя Флориано Амброзини. В 1797 году дворец стал собственностью семьи Гвидотти. В конце XIX века они продали палаццо семье Мальвецци-Кампеджи, чей герб до настоящего времени виден на фасаде. Палаццо Мальвецци-Кампеджи возвышается рядом с дворцом Маньяни, к северо-востоку по Виа Дзамбони. Впоследствии в Палаццо Маньяни проживала семья Салемов. В настоящее время в здании располагается отделение банка Unicredit.

## Интерьер палаццо
Среди самых важных произведений искусства в интерьере дворца — фриз Сенаторского зала с фресками «Истории основания Рима», выполненный в 1590 году художниками Аннибале, Лодовико и Агостино Карраччи в салоне на «благородном» втором этаже (piano nobile). Также примечателен монументальный камин со статуями Минервы и Марса работы Габриэле Фьорини и увенчанный «Луперкалией» (Ludi lupercali) Аннибале Карраччи. Во внутреннем дворе находится статуя «Геркулеса-Приапа» с лицом бывшего владельца дворца, сенатора Лоренцо Маньяни.

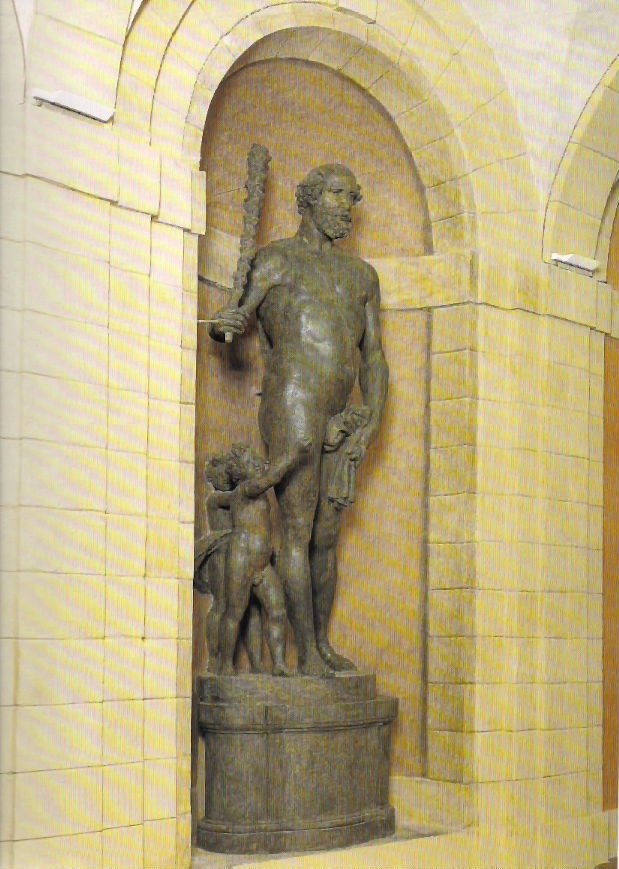
Г. Фьорини. Геркулес-Приап. Бронза
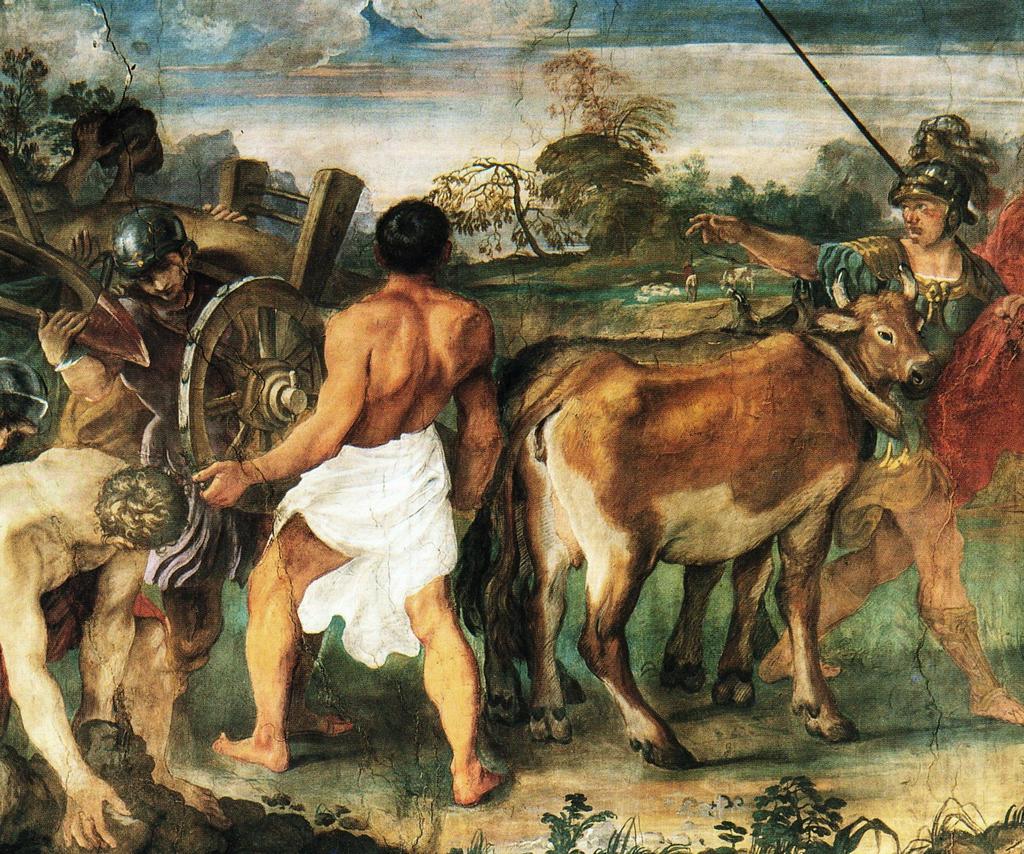
A. Карраччи. Ромул проводит границы Рима. 1590. Деталь фрески «История основания Рима»
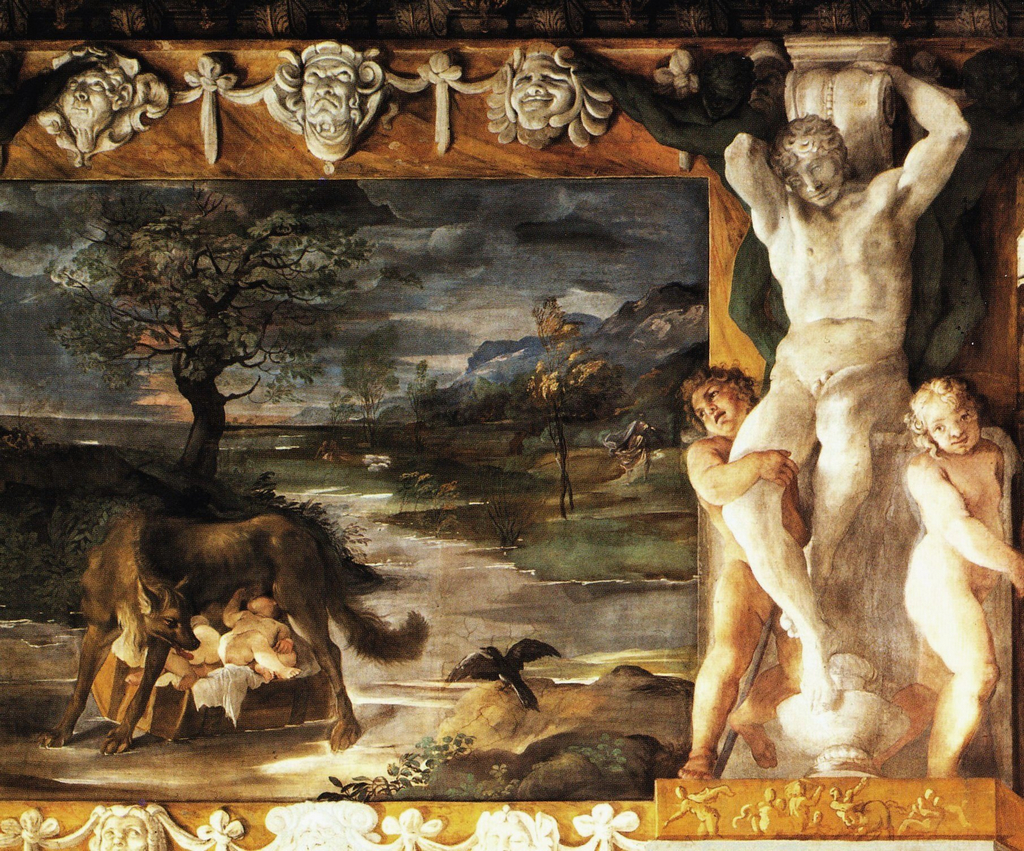
А. Карраччи. Капитолийская волчица вскармливает Ромула и Рема. 1590. Деталь фрески «История основания Рима»
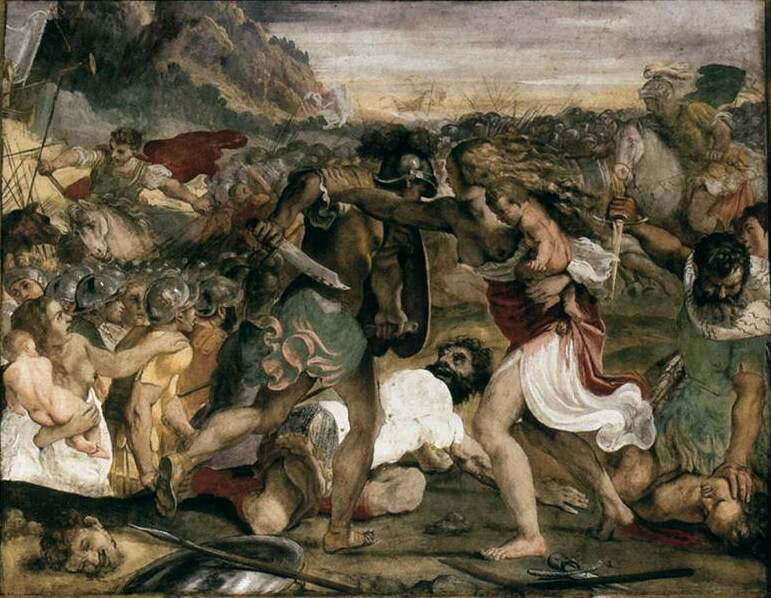
А. Карраччи. Битва римлян и сабинян. 1590. Деталь фрески «История основания Рима»
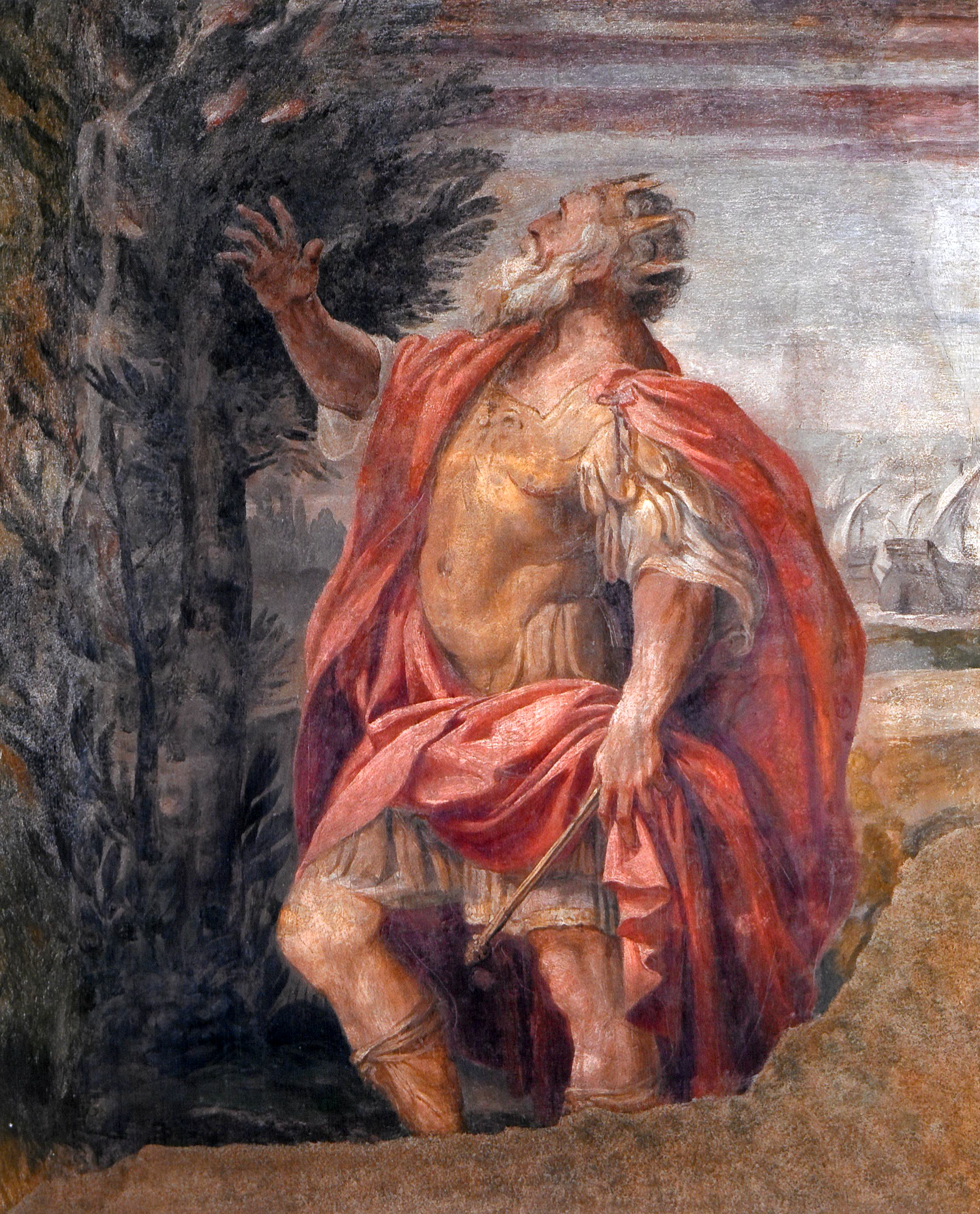
Братья Карраччи. Король Латин предсказывает прибытие Энея в Лациум. 1590. Деталь фрески «История основания Рима»

## Картинная галерея Палаццо Маньяни
В Палаццо Маньяни хранится коллекция картин, в основном болонской школы XVI—XVIII веков.

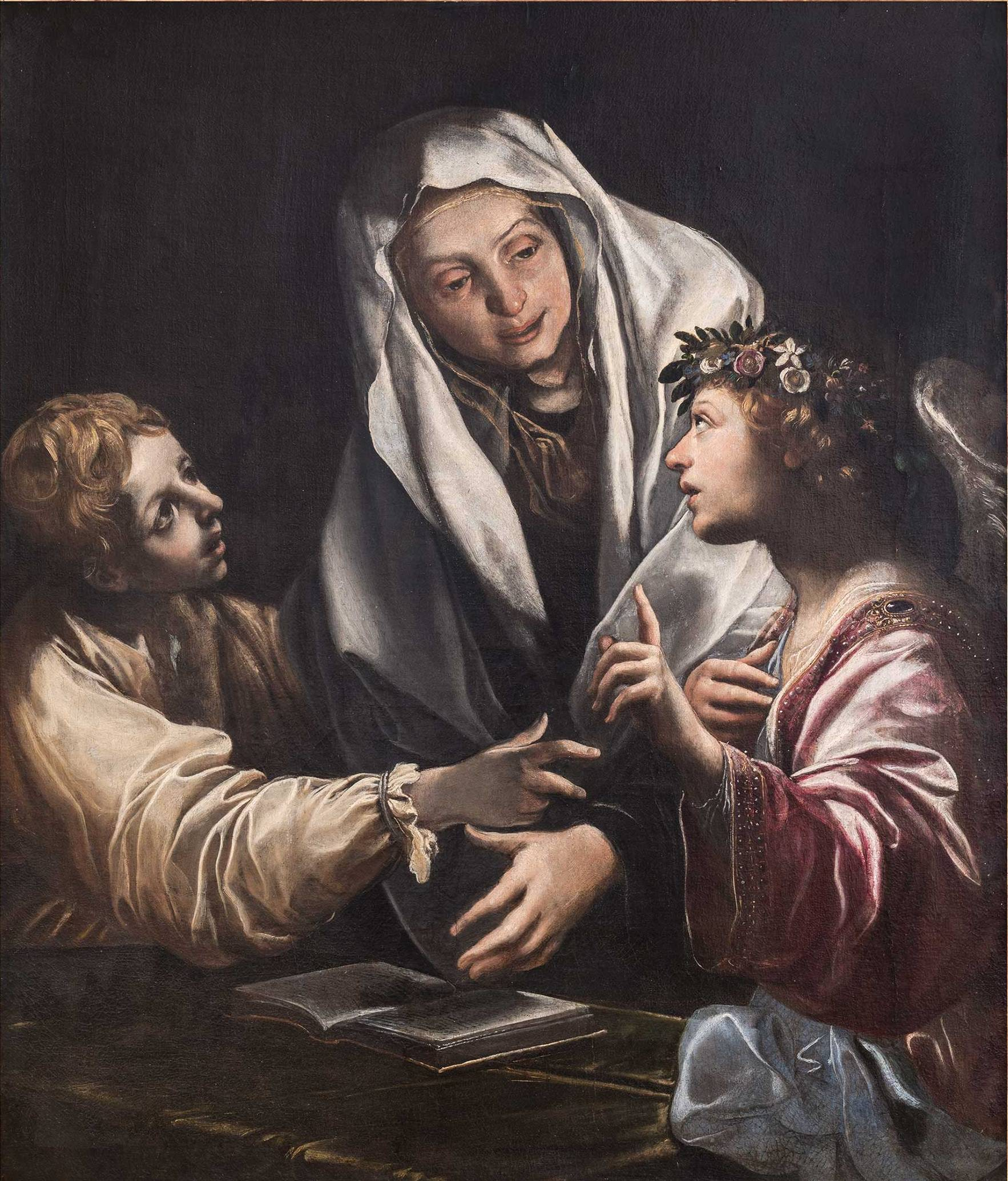
А. Тиарини. Видение святой Франциски Римской.
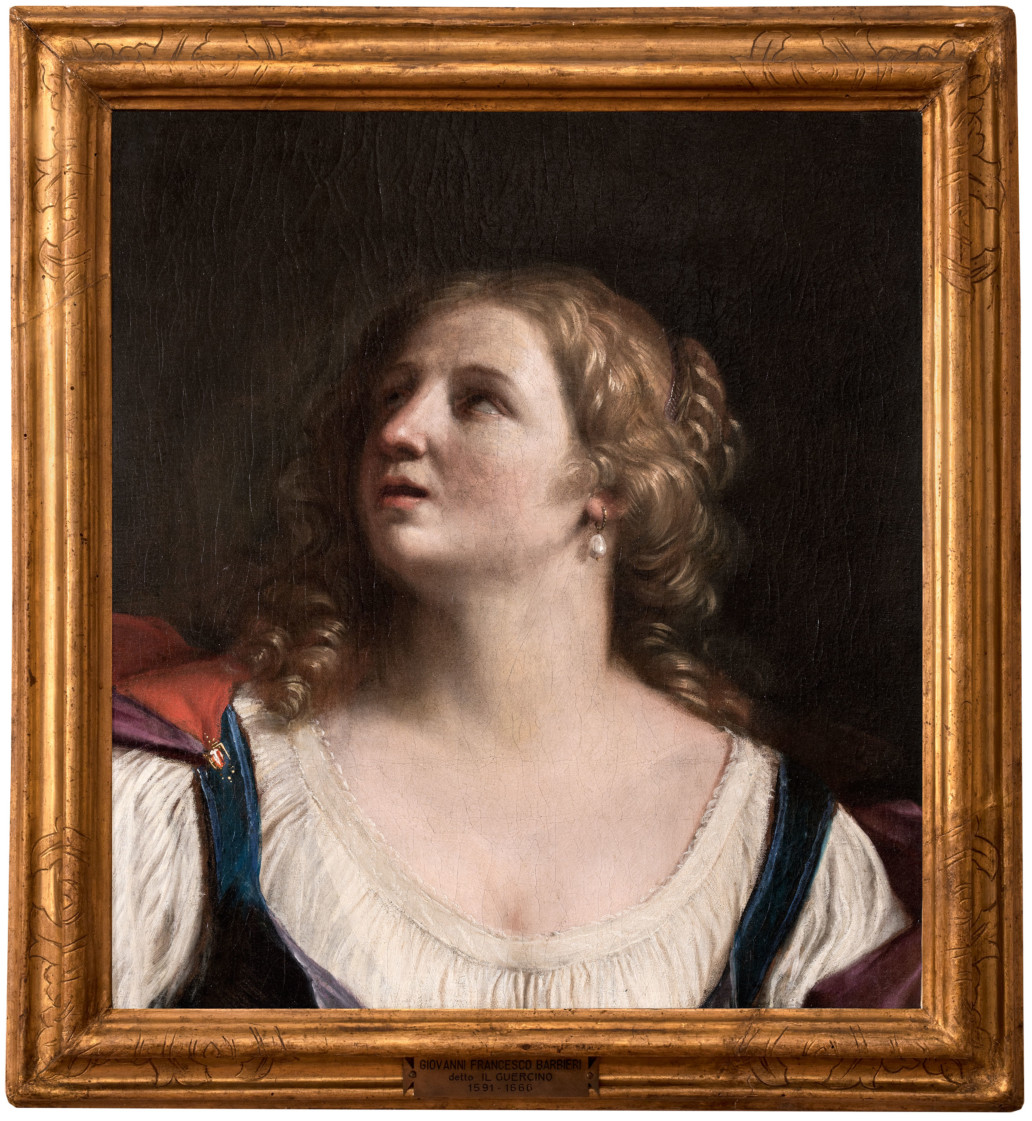
Гверчино. Лукреция
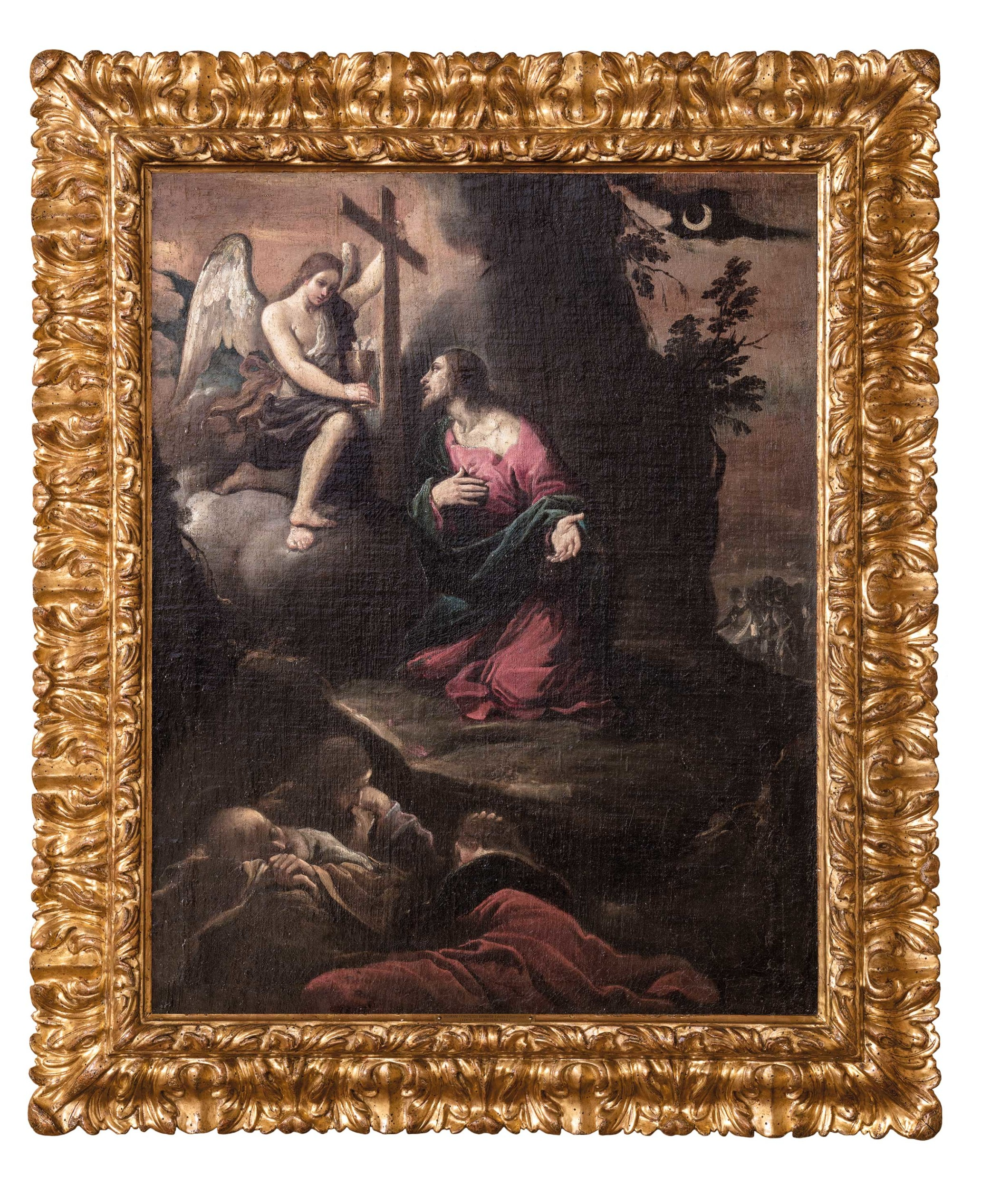
Гверчино. Моление в саду
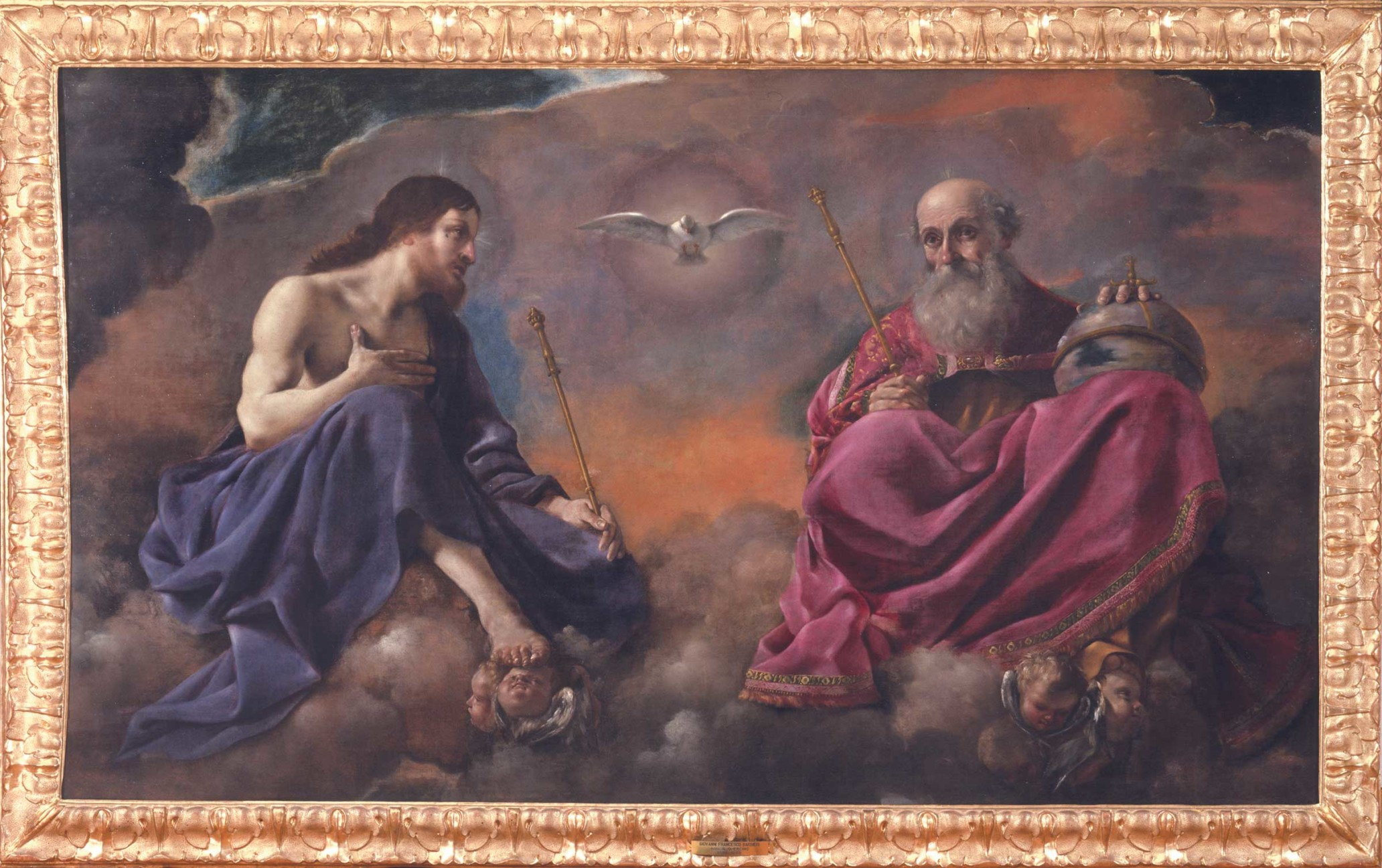
Гверчино. Пресвятая Троица